# Cristina Juliana de Baden-Durlach
Cristiana Juliana de Baden-Durlach (em alemão:  Christine Juliane; 12 de Setembro de 1678 – 10 de Julho de 1707), foi uma nobre alemã da Casa de Zähringen e duquesa de Saxe-Eisenach por casamento.
Nascida no Castelo de Karlsburg em Karlsruhe, Durlach, foi a mais velha dos quatro filhos do príncipe Carlos Gustavo de Baden-Durlach (irmão mais novo de Frederico VII, Conde de Baden-Durlach) e da princesa Ana Sofia de Brunsvique-Volfembutel.

## Vida
Sendo a única filha dos seus pais a chegar à idade adulta (os seus três irmãos mais novos morreram na infância), em Volfembutel , a 27 de Fevereiro de 1697, casou-se com João Guilherme, Duque de Saxe-Eisenach (irmão mais novo de João Jorge II), tornando-se a sua segunda esposa. Um ano depois (a 10 de Novembro de 1698), o seu marido herdou o ducado de Saxe-Eisenach quando o seu irmão mais velho morreu sem deixar descendentes. 
Durante o seu casamento, Cristina Juliana deu à luz sete filhos, dos quais apenas três chegaram à idade adulta:
1. Joaneta Antónia de Saxe-Eisenach (31 de Janeiro de 1698 - 13 de Abril de 1726), casada com João Adolfo II, Duque de Saxe-Weissenfels; com descendência.
2. Carolina Cristina de Saxe-Eisenach (15 de Abril de 1699 - 25 de Julho de 1743), casada com Carlos I, Conde de Hesse-Philippsthal; com descendência.
3. António Gustavo de Saxe-Eisenach (12 de Agosto de 1700 - 4 de Outubro de 1710), morreu aos dez anos de idade.
4. Carlota Guilhermina de Saxe-Eisenach (27 de Junho de 1703 - 17 de Agosto de 1774).
5. Joaneta Guilhermina de Saxe-Eisenach (10 de Setembro de 1704 - 3 de Janeiro de 1705), morreu aos quatro meses de idade.
6. Carlos Guilherme de Saxe-Eisenach (9 de Janeiro de 1706 - 24 de Fevereiro de 1706), morreu com poucas semanas de idade.
7. Carlos Augusto de Saxe-Eisenach (10 de Junho de 1707 - 22 de Fevereiro de 1711), morreu aos três anos de idade.

Um mês depois de dar à luz o seu último filho, Cristina Juliana morreu em Eisenach, aos vinte-e-oito anos de idade. Encontra-se sepultada na Georgenkirche, em Eisenach.

## Genealogia
| Cristina Juliana de Baden-Durlach | Pai: Carlos Gustavo de Baden-Durlach     | Avô paterno: Frederico VI, Marquês de Baden-Durlach                      | Bisavô paterno: Frederico V de Baden-Durlach                                  |
| Cristina Juliana de Baden-Durlach | Pai: Carlos Gustavo de Baden-Durlach     | Avô paterno: Frederico VI, Marquês de Baden-Durlach                      | Bisavó paterna: Bárbara de Württemberg                                        |
| Cristina Juliana de Baden-Durlach | Pai: Carlos Gustavo de Baden-Durlach     | Avó paterna: Cristina Madalena do Palatinado-Zweibrücken-Kleeburg        | Bisavô paterno: João Casimiro do Palatinado-Zweibrücken-Kleeburg              |
| Cristina Juliana de Baden-Durlach | Pai: Carlos Gustavo de Baden-Durlach     | Avó paterna: Cristina Madalena do Palatinado-Zweibrücken-Kleeburg        | Bisavó paterna: Catarina da Suécia                                            |
| Cristina Juliana de Baden-Durlach | Mãe: Ana Sofia de Brunsvique-Volfembutel | Avô materno: António Ulrich, Duque de Brunsvique-Luneburgo               | Bisavô materno: Augusto de Brunsvique-Luneburgo                               |
| Cristina Juliana de Baden-Durlach | Mãe: Ana Sofia de Brunsvique-Volfembutel | Avô materno: António Ulrich, Duque de Brunsvique-Luneburgo               | Bisavó materna: Sofia Doroteia de Anhalt-Zerbst                               |
| Cristina Juliana de Baden-Durlach | Mãe: Ana Sofia de Brunsvique-Volfembutel | Avó materna: Isabel Juliana do Eslésvico-Holsácia-Sonderburgo-Nordeburgo | Bisavô materno: Frederico, Duque de Eslésvico-Holsácia-Sonderburgo-Nordeburgo |
| Cristina Juliana de Baden-Durlach | Mãe: Ana Sofia de Brunsvique-Volfembutel | Avó materna: Isabel Juliana do Eslésvico-Holsácia-Sonderburgo-Nordeburgo | Bisavó materna: Leonor de Anhalt-Zerbst                                       |